# قطعنامه ۱۰۴۱ شورای امنیت
قطعنامه  ۱۰۴۱ شورای امنیت سازمان ملل متحد که در تاریخ ۲۹ ژانویه ۱۹۹۶ تصویب شد، سندی بین‌المللی دربارهٔ وضعیت در لیبریا است. این قطعنامه طی نشست ۳۶۲۴ام با ۱۵ رای موافق، ۰ مخالف و ۰ ممتنع تصویب شد.